# Vilde Ingstad
Vilde Mortensen Ingstad (Oslo, 18 de dezembro de 1994) é uma jogadora de handebol norueguesa.

## Carreira
Ingstad iniciou sua carreira em Nordstrand, antes de assinar pela Oppsal em 2014. Em 2016, ela assinou um contrato de dois anos com o Team Esbjerg na Dinamarca.
Em 11 de outubro de 2014, Ingstad fez sua estreia pela seleção norueguesa A contra a França durante a Liga de Ouro. Ingstad foi selecionado para o elenco bruto do Campeonato Europeu de Handebol Feminino de 2014, mas não ficou entre os 16 que disputaram o campeonato. No ano seguinte, ela estreou no campeonato da Copa do Mundo de Handebol Feminino de 2015, durante a partida de abertura contra a Rússia.
Nos Jogos Olímpicos de Verão de 2024, em Paris, conquistou a medalha de ouro no torneio feminino do handebol, após vencer na final confronto contra a equipe francesa por 29–21.